# Głowa dziewczyny
Głowa dziewczyny albo Portret dziewczyny (nl. Meisjeskopje) – obraz Jana Vermeera datowany na lata po 1660. Płótno jest sygnowane po lewej stronie u góry.
Obraz ten należy do późnego okresu twórczości Vermeera, a jego datowanie jest różne. A.B de Vries wskazuje na rok 1660, V. Bloch na lata 1660–1665, a A. Blankert na lata 1672–1674.
Przedstawienie to ma podobną kompozycję jak Dziewczyna z perłą. W obu przypadkach na neutralnym, czarnym tle ukazana została młoda dziewczyna w charakterystycznej pozycji. Modelka odwrócona jest przez swoje lewe ramię w stronę widza. Także obie dziewczyny mają w uchu kolczyk z perłą. Jednak Głowa dziewczyny nie nosi cech idealizacji, tak jak Dziewczyna z perłą.